# Sojuz 5
Sojuz 5 je lansiran u orbitu 15. siječnja 1969. noseći sa sobom kozmonaute Borisa Voljinova, Alekseja Elisejeva i Evgenija Hrunova. Misija Sojuza 5 je bilo spajanje s Sojuzom 4 u orbiti i prelazak kozmonauta Elisejeva i Hrunova u Sojuz 4. Ova misija je bila prvo spajanje dvije letjelice s ljudskom posadom i prva razmjena posade u orbiti.

### Tijek misije
Sojuzom 5 se sa Sojuzom 4 spojio 16. siječnja 1969. Brodovi su bili spojeni 4h 35min i tokom sat vremena duge svemirske šetnje kozmonauti Elisejev i Hrunov su prešli u Sojuz 4. Nakon odvajanja i nastavka samostalnog leta, Voljinov je ostao u orbiti još dan i pol te je pritom provodio znanstvene, tehničke i biološko-medicinske eksperimente.
Prilikom slijetanja došlo je do zatajenja sustava za odvajanje servisnog modula letjelice Sojuz. Sojuz 5 uletio je u atmosferu sa servisnim modulom, što je uzrokovalo poteškoće prilikom slijetanja. Kapsula za spuštanje na Zemlju je bila krivo orijentirana zbog čega je maksimum zagrijavanja bio na metalnim vratima za izlazak. Zbog azgrijavanja počele su gorjeti brtve na vratima što je kabinu ispunilo otrovnim dimom. Srećom, kako je aerodinamički stres na letjelicu rasao tako se u jednom trenutku servisni modul otrgnuo i kapsula za povratak se pravilno orijentirala. Prilikom otvaranja padobrana zapetljali su se kabeli, a prilikom slijetanja zatajile su retrorakete što je uzrokovalo grubo slijetanje. Od siline udarca Voljinov je polomio zube. Zbog neodvajanja servisnog modula kapsula je sletjela na obronke Urala, daleko od ciljanog sletnog mjesta u Kazahstanu. Znajući da će potrajati dok ne dođe pomoć, Voljinov je napustio kapsulu i prehodao nekoliko kilometara dok nije našao sklonište u kući lokalnog seljaka.